# Stanislav Ratajtjak
Stanislav Antonovitj Ratajtjak (ryska: Станислав Антонович Ратайчак), född 1894 i Inowrazlaw i Tyska Riket (nu Inowrocław i Polen), död 1 februari 1937 i Moskva, var en sovjetisk politiker. Han var bland annat chef för den kemiska industrins centralstyrelse i Folkkommissariatet för tung industri (Narkomtiazjprom).

## Biografi
I samband med den stora terrorn greps Ratajtjak i september 1936 och åtalades vid den andra Moskvarättegången; han erkände bland annat sabotage och ödeläggelse. Ratajtjak dömdes till döden och avrättades genom arkebusering den 1 februari 1937.